# Asterix-Adaptionen von Rolf Kauka
Die Asterix-Adaptionen von Rolf Kauka sind die deutschen Bearbeitungen der Asterix-Bände durch den deutschen Comic-Zeichner und Verleger Rolf Kauka. Fritze Blitz und Dunnerkiel bezeichnet die von ihm nach dem Verlust der Asterix-Rechte ab 1967 gestaltete Reihe mit starken Ähnlichkeiten zu Asterix.

## Siggi und Babarras
Kauka erhielt 1965 die Rechte für die deutsche Übersetzung der Asterix-Bände und machte aus den Galliern Germanen. Asterix und Obelix wurden bei Kauka zu Siggi und Babarras. Die Geschichten spielten wie im Original zur Zeit von Julius Caesar, in den Übersetzungen waren jedoch viele politische Anspielungen auf die BRD der 1960er Jahre enthalten, ebenso auf die DDR. Die mit amerikanischem Einschlag sprechenden römischen Besatzer entsprachen dabei den alliierten Besatzern der Nachkriegszeit.
Der Autor Thomas Bleicher sprach im Hinblick auf Kaukas Eindeutschung von „einem eher dunklen Kapitel deutscher Comic-Historie“. Andreas C. Knigge empfand Kaukas Asterix-Version als deutschtümelnd und rechtskonservativ, kam aber letztlich zu dem Schluss: „Siggi und Babarras haben kein festes politisches Konzept, es reiht sich viel mehr Spruch an Spruch, Unsinn an Unsinn, was zur politischen Verwirrung und Apathie führt. Es reicht einer Partei wie der CDU/CSU ja auch völlig, wenn man sein Feindbild im Osten hat.“ René Goscinny und Albert Uderzo entzogen Kauka nach Veröffentlichung von insgesamt vier Abenteuern im Magazin Lupo die Lizenz und ließen seitdem alle Übersetzungen gegenprüfen.

## Fritze Blitz und Dunnerkiel
Nachdem Kauka die Asterix-Rechte verloren hatte, ließ er ab 1967 eigene an Asterix orientierte Comic-Abenteuer mit den Germanen Fritze Blitz und Dunnerkiel zeichnen, deren Äußeres entfernt an die beiden Gallier erinnerte. Der blondbezopfte Fritze Blitz war von eher schmächtiger Gestalt, sein dunkelhaariger, schnauzbärtiger Freund Dunnerkiel etwas kleiner und dick. Beide, sehr kräftig (ohne mit Zaubertrank ausgestattet zu sein), agierten in Bonhalla unter Herzog Heinerich Hattenstich (eine wenig schmeichelhafte Anspielung auf den damaligen Bundespräsidenten Heinrich Lübke). Der Zeitbezug war nicht eindeutig, einmal wurde das Jahr 69 erwähnt, ein anderes Mal machte die etwa 120 Jahre ältere Rivalität zwischen Caesar und Pompeius einen Teil der Handlung aus.
Im Frühjahr 1967 veröffentlichte Kauka den Anfang der ersten Fritze-Blitz-Geschichte in der auslaufenden Comic-Zeitschrift TIP TOP. In der Heftreihe Fix und Foxi Super TIP TOP, die jeweils weitestgehend einer einzigen Comicserie gewidmet war, erschien das Abenteuer unter dem Titel Als die Römer frech geworden im Oktober 1967 dann komplett. In der zweiten Geschichte, Der Ochsenkrieg (1968), wurden die Namen der beiden Hauptfiguren in Siggi und Babarras geändert – dieselben Namen, die Kauka bereits zuvor für seine Asterix-Übersetzungen verwendet hatte. Diese ersten beiden Abenteuer in Albenlänge wurden von Branimir „Branko“ Karabajić gezeichnet, der vor allem für seine Arbeit an Kaukas Maulwurf Pauli bekannt ist.
Der Plagiatsprozess Georges Dargaud gegen Kauka in Sachen Asterix und Fritze Blitz wurde zu Kaukas Gunsten entschieden, und so produzierte dieser weiteres Material mit den Germanen. Nach einem Produktionsstreit mit Karabajić wurden die Titelhelden von Riccardo Rinaldi, bekannt durch Kaukas Pichelsteiner, gezeichnet. Innerhalb von 12 Monaten wurden vier weitere Bände produziert, die aus thematisch unzusammenhängenden Erzählungen bestanden.
Neben dem ursprünglichen Duo trat fortan auch der in der römischen Armee als Zenturio dienende Germane Hermann Teutonus auf, eine Figur von Leone Cimpellin und Carlo Triberti, die im italienischen Original von Studio Dami Tribunzio heißt. Für die Bände In die Pfanne gehauen und Das haut den stärksten Krieger um schrieb Peter Wiechmann die Tribunzio-Comics um und Riccardo Rinaldi fügte Sequenzen mit dem Kauka’schen Germanen-Duo ein.
In der Geschichte Der liebe Gott von Gallien, dem einzigen Siggi-und-Babarras-Abenteuer, das komplett aus der Feder Rinaldis stammt, ließ Kauka seine Germanen in Gallien agieren. Ähnlich dem 1966 erschienenen Asterix-Abenteuer Asterix bei den Briten (Astérix chez les Bretons) spielten in dieser 1969 publizierten Geschichte Gallier und Germanen gegeneinander Fußball.
In Das haut den stärksten Krieger um (1969) verschlug es Hermann Teutonus sowie Siggi und Babarras nach Rom, vergleichbar der Geschichte des vierten Asterix-Abenteuers, Astérix gladiateur (1964, dt./Ehapa: Asterix als Gladiator), das Kauka 1965 in Lupo modern ebenfalls veröffentlicht hatte.
Die Geschichten Als die Römer frech geworden und Der Ochsenkrieg erschienen Anfang der 1980er Jahre gekürzt und in einer kinderfreundlicheren Textfassung mit wesentlich geringerem politischen Bezug in einer Neuauflage im Taschenbuchformat. Den beiden Helden gab man in dieser Fassung ihre ursprünglichen Namen Fritze Blitz und Dunnerkiel zurück.

## Primärliteratur
- Lupo 6-7/1965 sowie Lupo modern 8-15/1965: Siggi und die goldene Sichel (La Serpe d’or, Die goldene Sichel)
- Lupo modern 16-26/1965: (Siggi) Kampf um Rom (Astérix gladiateur, Asterix als Gladiator)
- Lupo modern 27-37/1965: Siggi und die Ostgoten (Astérix chez les Goths, Asterix und die Goten)
- Lupo modern 3-14/1966: Siggi der Unverwüstliche (Astérix le Gaulois, Asterix der Gallier)
- Fix und Foxi Super TIP TOP 4: Als die Römer frech geworden (1967) (Titel nach dem bekannten Lied)
- Fix und Foxi Super TIP TOP 12: Der Ochsenkrieg (1968)
- Fix und Foxi Super TIP TOP 20: In die Pfanne gehauen (1969, vorwiegend Hermann Teutonus)
- Fix und Foxi Super TIP TOP 21: Bloody Mary (1969, nur Hermann Teutonus)
- Fix und Foxi Super 25: Der liebe Gott von Gallien (1969)
- Fix und Foxi Super 28: Das haut den stärksten Krieger um (1969, vorwiegend Hermann Teutonus)
- Rolf Kauka Gold Comic 6: Tamtam um Talente (1982, Als die Römer frech geworden mit neuem Text)
- Rolf Kauka Gold Comic 7: Hickhack ums liebe Vieh (1982, Der Ochsenkrieg mit neuem Text)

## Sekundärliteratur und Vernetzungen
- Thomas Bleicher: Rechts-seitig oder rechts-zeitig. In: Krägermanns Comic Katalog 97/98, Krägermann Verlag 1997
- Andreas C. Knigge: Fortsetzung folgt – Comic-Kultur in Deutschland. Ullstein 1986, Seite 237–244: „Die Politisierung eines Bestseller-Comics“